# Gilles Del Pappas

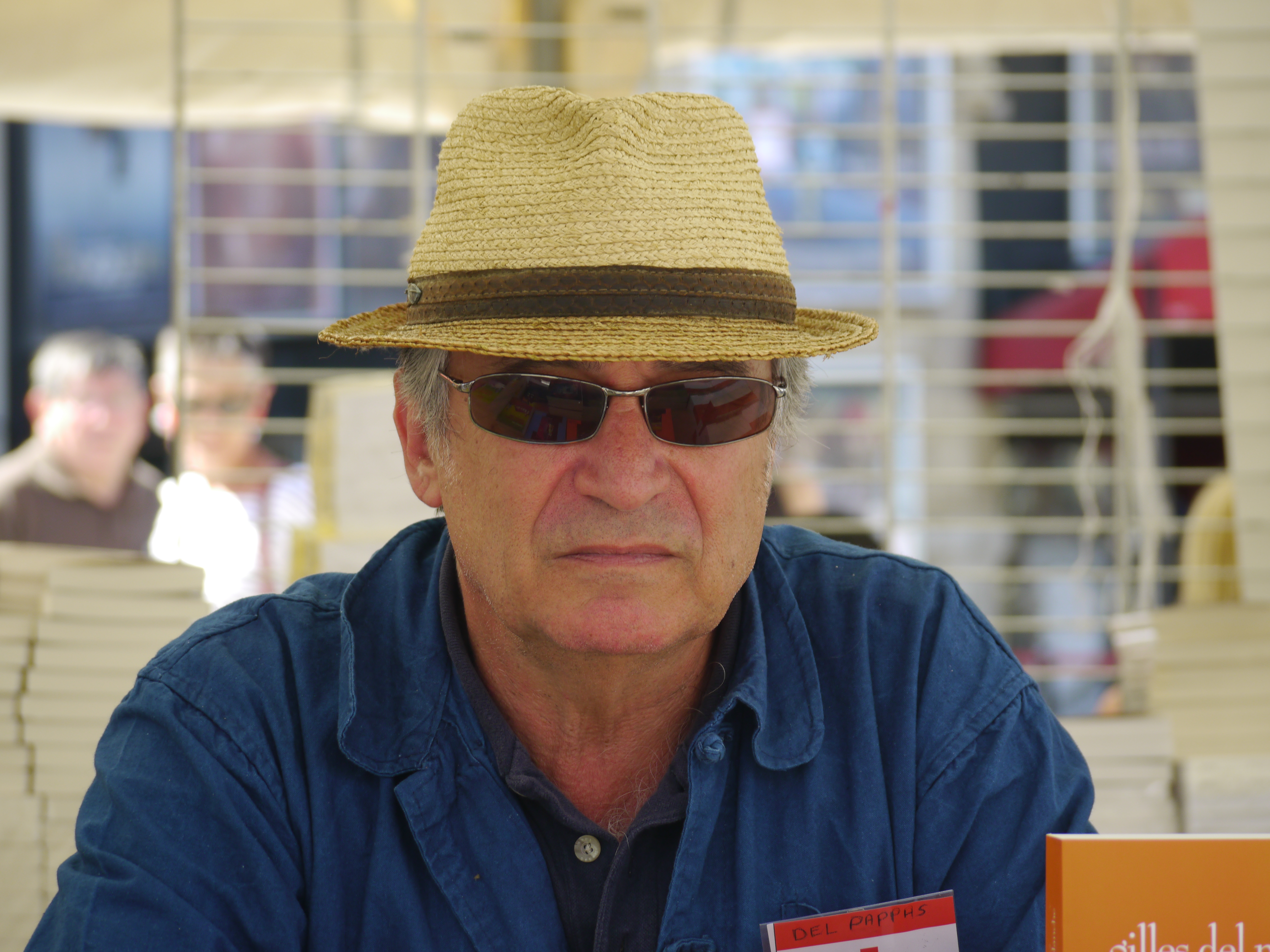
Gilles Del Pappas, 2011

Gilles Del Pappas (* 14. Dezember 1949 in Marseille) ist ein französischer Photograph, Maler und Schriftsteller.
Del Pappas stammt aus einer Einwanderfamilie; sein Vater kommt aus Griechenland, seine Mutter aus Italien. Bereits während seiner Schulzeit begann Del Pappas zu malen und zu fotografieren. Erst spät kam sein Interesse für literarisches Schreiben. Sein erfolgreiches Debüt als Schriftsteller hatte er 1998 mit seinem Roman „Le baiser du congre“. Neben der Reihe um seinen Protagonisten „Constantin“ konnte Del Pappas mit den Jahren auch als Autor von Kinder- und Jugendbüchern brillieren.

## Ehrungen
- 2008 Prix de polar lycéen d'Aubusson für Le baiser de congre

## Werke (Auswahl)

### Kriminalromane
- Constantin - Zyklus
  - Der Kuß der Muräne. Kriminalroman („Le baiser du congre“,  1998). Blanvalet, München 2008, ISBN 978-3-442-36937-9.
  - Gassen von Marseille. Kriminalroman („Bleu sur la peau“, 1998). Blanvalet, München 2009, ISBN 978-3-442-36938-6.
  - La girelle de la Belle de Mai. Éditions Jigal, Paris 1999, ISBN 2-9511058-6-X.
  - Du sel plein les yeux. Éditions Jigal, Paris 2000, ISBN 2-9515228-2-7.
  - Le cœur enrague. Éditions Jigal, Paris 2001, ISBN 2-9515228-9-4.
  - La mue de la cigalle. Éditions Jigal, Paris 2002, ISBN 2-914704-05-4.
  - Bada d'Amour. Éditions Jigal, Paris 2005, ISBN 2-914704-17-8.
  - Les cent femmes du Grec. Transbordeur, Marseille 2007, ISBN 978-2-84957-091-3.
  - Sous la peau du monde. Édition Après la lune, Paris 2006, ISBN 2-35227-022-7.
  - Massilia Dreams. Editions Libro, Paris 2000, ISBN 2-290-30536-7.
  - L'indien blanc. Noires de Pau, Pau 2007, ISBN 978-2-916159-46-1.

### Kinder- und Jugendbücher
- Cap'tain Solal et Shabada. Le Lutin Malin, La-Motte-d'Aignes 2004, ISBN 2-915546-00-2.
- Les enquêtes de Gwendoline Strawberry. Éditions clc, St.-Martin-de-la-Brasque 2003ff

1. Le boiteux Serbe. 2003, ISBN 2-84659-019-2.
2. L'asiate aux yeux verts. 2003, ISBN 2-84659-025-7.
3. Gwendoline boit la tasse. 2006, ISBN 2-84659-034-6.

### Romane
- Du soleil dans la tête. Hors Commerce, Paris 2001/01

1. La cabanon. 2001, ISBN 2-910599-86-8.
2. L'école dans les nages. 2002, ISBN 2-910599-87-6.

| Personendaten    | Personendaten                                      |
| ---------------- | -------------------------------------------------- |
| NAME             | Pappas, Gilles Del                                 |
| KURZBESCHREIBUNG | französischer Photograph, Maler und Schriftsteller |
| GEBURTSDATUM     | 14. Dezember 1949                                  |
| GEBURTSORT       | Marseille                                          |